# Indiana Alley Cats
Gli Indiana Alley Cats sono stati una franchigia di pallacanestro della ABA 2000 e della CBA, con sede ad Anderson, nell'Indiana.
Nacquero a Indianapolis nel 2005, ma si spostarono subito ad Anderson. Parteciparono alla stagione ABA 2000 2005-06, per trasferirsi l'anno successivo nella CBA. Scomparvero al termine della stagione.

## Stagioni
| Stagione | Lega     | Denominazione      | V  | P  | %    | Piazzamento | Play-off                 |
| -------- | -------- | ------------------ | -- | -- | ---- | ----------- | ------------------------ |
| 2005-06  | ABA 2000 | Indiana Alley Cats | 27 | 4  | 87,1 | 1º          | Semifinali di conference |
| 2006-07  | CBA      | Indiana Alley Cats | 23 | 25 | 47,9 | 3º          | -                        |